# Dwergschorskevers
De dwergschorskevers (Laemophloeidae) zijn een familie van kevers (Coleoptera) in de onderorde van de Polyphaga.

## In Nederland waargenomen soorten
- Genus: Cryptolestes
  - Cryptolestes corticinus
  - Cryptolestes duplicatus
  - Cryptolestes ferrugineus - (Roestbruine graankever)
  - Cryptolestes pusillus
  - Cryptolestes spartii
  - Cryptolestes turcicus
- Genus: Laemophloeus
  - Laemophloeus kraussi
  - Laemophloeus monilis
- Genus: Leptophloeus
  - Leptophloeus alternans
  - Leptophloeus clematidis - (Bosranksmalkever)
- Genus: Notolaemus
  - Notolaemus unifasciatus
- Genus: Placonotus
  - Placonotus testaceus